# Кућа Богосава Злопорубовића
Кућа Богосава Злопорубовића се налази у Бесеровини, насељеном месту на планини Тари, у општини Бајина Башта и у оквиру НП Тара. Саградили су је у другој половини 19. века неимари из породице Живковић, из села Пећи у Осату, који су били признати градитељи тога времена у Бајиној Башти, Перућцу, Рогачици и околним селима.

## Изглед куће
Кућа великих габаритета (12x8m), подигнута је на нагибном терену и доњи, подрумски део је зидан од притесаног камена и касније малтерисан, док су зидови спратног дела (дебљине 30—40cm) изведени су од бондрука-чатме. Подрумски простор, подељен на два дела, био је намењен за складиштење намирница и држање стоке током зиме. Спратни део, са пет прозора и двоја наспрамна врата, подељен је на две мање собе и „кућу”. Кров је четвороводни, висок и стрм, са дубоком стрехама, покривен ћерамидом. Испод стрехе, на све четири стране, постављена је резбарена, декорисан даска која представља осаћански образац украшавања. 
У време зимских вечери, у кући су организована прела, посела и забаве младих из читавог краја. У њој су се састајали мештани и доносиле се важне одлуке за локалну заједницу.